# James R. Newman
James Roy Newman (1907-1966) fue un matemático e historiador matemático estadounidense. También fue abogado, ejerciendo en el estado de Nueva York de 1929 a 1941. Durante y después de la Segunda Guerra Mundial, ocupó varios cargos en el gobierno de los Estados Unidos, incluido el de Oficial Jefe de Inteligencia en la Embajada de los Estados Unidos en Londres, Asistente Especial de la Subsecretaría de Guerra y Consejero del Comité de Energía Atómica del Senado de los Estados Unidos. En esta última capacidad, ayudó a redactar la Ley de Energía Atómica de 1946. Se convirtió en miembro del consejo de redacción de Scientific American a partir de 1948. También se le acredita por acuñar y describir por primera vez el concepto matemático "googol" en su libro (coautor junto a Edward Kasner) Mathematics and The Imagination.

## Autor
En 1940, Newman escribió (con Edward Kasner) Mathematics and the Imagination en el que identificó el concepto matemático de un número muy grande pero finito, al que llamó "googol" y otro gran número llamado "googolplex"; esta fue la primera vez que este número, y este término, fueron identificados. En 1942, Newman escribió The Tools of War, que era un examen ilustrado de la guerra. En 1948 publicó The control of atomic energy.
En 1955 escribió What is Science y en 1956 publicó The World of Mathematics, una biblioteca de cuatro volúmenes sobre la literatura de las matemáticas de A'h-mosé el Escriba a Albert Einstein, presentado con comentarios y notas (1956). La serie de cuatro volúmenes cubre muchas ramas de las matemáticas y representa un esfuerzo de 15 años de Newman para recopilar lo que consideró que eran los ensayos más importantes en el campo. Con ensayos que van desde una biografía de Srinivasa Ramanujan por Newman hasta la Definición de número de Bertrand Russell, la serie a menudo se elogia como adecuada para cualquier nivel de habilidad matemática.
La serie ha sido reimpresa varias veces por varios editores. Newman también escribió La prueba de Gödel (1958) con Ernest Nagel, presentando los principales resultados del teorema de incompletitud de Gödel y el trabajo matemático y las filosofías que condujeron a su descubrimiento de una manera más accesible. Este libro inspiró a Douglas Hofstadter a emprender el estudio de la lógica matemática, escribir su famoso libro Gödel, Escher, Bach y preparar una segunda edición de Gödel's Proof, publicada en 2002. En 1961 Newman escribió Science and Sensibility, en 1962 The Rule of Folly y en 1963 The Harper Encyclopedia of Science.